# Уэр, Джесси
Джессика Лоис Уэр (англ. Jessica Lois Ware; род. 15 октября 1984, Хаммерсмит, Лондон, Англия) — британская певица и автор песен. Её дебютный студийный альбом «Devotion» (2012) с песней «Wildest Moments» занял пятую строчку в чарте альбомов Британии. Её следующая песня «Tough Love» (2014) взошла на девятое место в Англии. Джесси исполняла вокал для Joker-а и SBTRKT на их концертах и записях песен.

## Ранняя жизнь
Джесси родилась в роддоме королевы Шарлотты в Хаммерсмите, Лондон и воспитывалась в Клафэме, Лондон. Её родители — мать, социальный работник, Елена и отец, репортёр канала BBC Джон Уэр — развелись, когда ей было 10 лет. Она младшая сестра британской актрисы Ханны Уэр. Её мать оказала огромную поддержку в начинании музыкальной карьеры Джесси, за что она отзывается о матери как о своей героине: «Она подарила нам с сестрой и братом огромную любовь и всегда говорила мне, что я могу заниматься тем, чем я захочу».
Уэр училась в школе Аллена (Северный Лондон), продолжив обучение в университете Сассекса, где она получила степень бакалавра по английской литературе.

## Карьера
После учёбы Джесси начала работать журналистом в еженедельной лондонской газете под названием «Еврейская хроника» и была спортивным журналистом в «Daily Mirror». А также работала за сценами «Love Productions», где её коллегой была автор книги «50 оттенков серого» Эрика Джеймс.

### 2009—2012. Начало
В этот период Джесси пела на бэк-вокале у Джека Пеньяте, который позже взял её с собой в тур по Америке. Джесси говорит, что она многому научилась в это время и перестала чувствовать давление, когда выходит на сцену.
Она также сотрудничала с известной солисткой группы «Florence and The Machine» Флоренс Вэлч.
Дебютом в начале карьеры стал первый студийный альбом «Devotion».

### 2014—2016. Tough Love
В начале 2014 года Джесси начала работу над вторым студийным альбомом под названием «Tough Love». В июле этого же года она запостила в твиттер обложку грядущего альбома и её название, сказав что альбом выйдет 6 октября. В написании этого альбома частично участвовал Эд Ширан, который вместе с Джесси писал песню «Say You Love Me». О голосе Джесси отзывались, что он манящий и душевный.

### 2017. Glasshouse и What's Your Pleasure?
В июле 2017 года Джесси выпустила сингл «Midnight». Певица также выпустила свой третий альбом под названием «Glasshouse». В период пандемии вышла четвёртая пластинка Джесси «What’s Your Pleasure?». Диско-фанк работа стала самым высокооцененным альбомом в карьере Уэр.

## Личная жизнь
С 27 августа 2014 года Джесси замужем за своим другом детства Сэмом Берроузом, которого она впервые встретила в школе, и встречалась 11 лет до их свадьбы. У супругов трое детей — дочь (род. 05.09.2016) и два сына (род. 04.03.2019 и 15.07.2021).

## Дискография
- Devotion (2012)
- Tough Love (2014)
- Glasshouse (2017)
- What’s Your Pleasure? (2020)
- That! Feels Good! (2023)